# Adenotomie

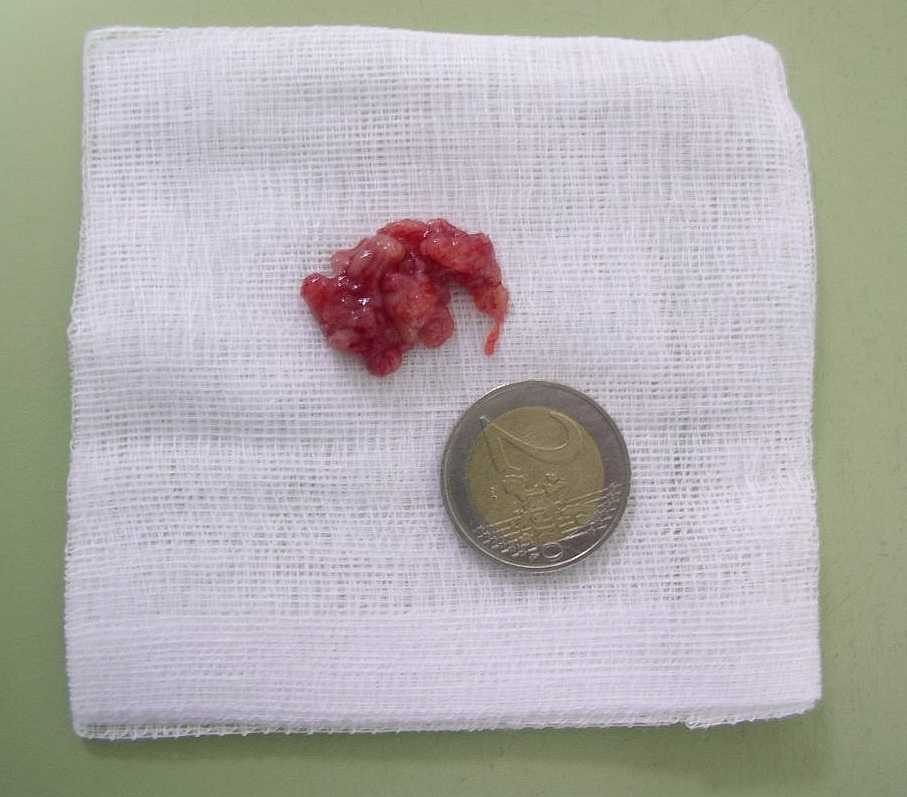
"geknipte" neusamandel

Adenotomie is de benaming voor het verwijderen van het adenoïd (beter bekend als "neusamandel"). De neusamandel wordt daarbij via de mond onder volledige narcose "geschraapt". Volledige verwijdering van de neusamandel is - in tegenstelling tot de keelamandelen - niet mogelijk omdat die is vergroeid met het omliggende weefsel. Doordat de neusamandel niet volledig kan worden verwijderd, groeit deze na een adenotomie soms gedeeltelijk terug. Tot terugkerende problemen leidt dat meestal niet.
Als de neusamandel ontstoken raakt en ernstige klachten veroorzaakt zoals ademhalingsproblemen of een terugkerende middenoorontsteking, kan dat reden zijn om deze chirurgisch te verwijderen. Bij regelmatige verkoudheid en luchtweginfecties heeft de ingreep echter over het algemeen weinig tot geen zin. Onderzoek heeft aangetoond dat opereren dan niet tot betere resultaten leidt dan afwachten en dat de klachten uiteindelijk vanzelf verdwijnen. Mede daarom is het nut van adenotomie, net als dat van tonsillectomie, al jaren omstreden. Opvallend is ook dat in Nederland de operatie veel vaker wordt uitgevoerd dan in andere westerse landen.
Het verwijderen van de neusamandel is een ingreep die vooral bij kinderen plaatsvindt. Daarnaast wordt bij een tonsillectomie ook standaard een adenotomie uitgevoerd (deze combinatie wordt een "adenotonsillectomie" genoemd). Dat is niet onomstreden omdat dat dan ook gebeurt bij een volledig gezonde neusamandel (en daarmee dan zelfs mogelijk in strijd is met de artseneed). Met het vorderen van de leeftijd raakt de neusamandel minder vaak ontstoken en als deze toch ontstoken raakt levert het niet genoeg klachten om de ingreep te rechtvaardigen.
Een adenotomie vindt meestal in dagbehandeling plaats; de patiënt mag - voorzien van pijnstillende medicatie - een paar uur na de operatie weer naar huis. 